# Palude degli Alfuri

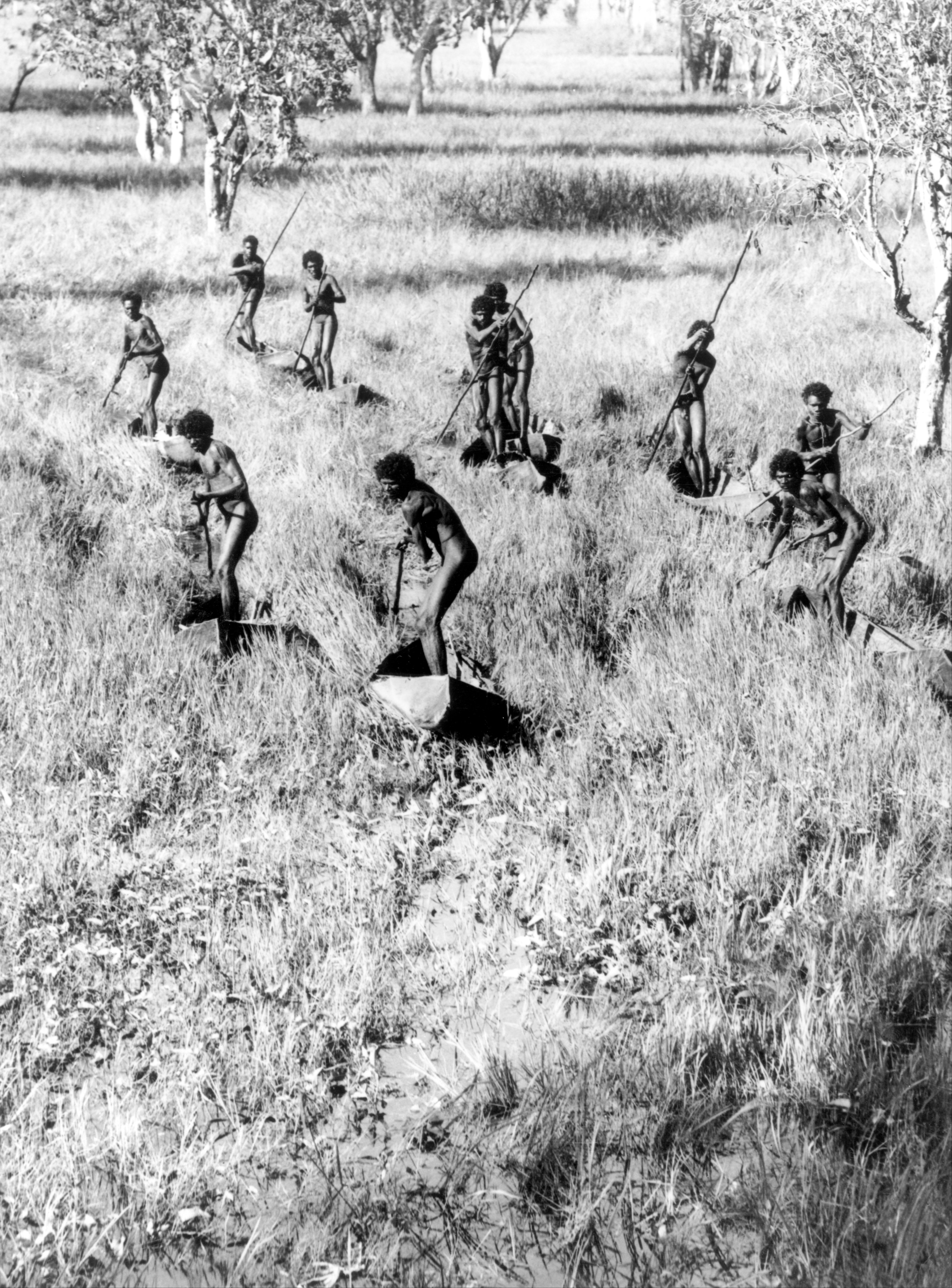
Cacciatori di oche della palude degli Alfuri, fotografia di Donald Thomson del 1937

La palude degli Alfuri (Arafura Swamp) è una vasta zona umida d'acqua dolce nella terra di Arnhem, nell'estremità superiore del Territorio del Nord in Australia. È una pianura alluvionale quasi incontaminata con un'area di 700 chilometri quadrati  
che può espandersi fino a 1 300 km2 entro la fine della stagione delle piogge, rendendola la più grande palude boscosa del Territorio del Nord e, forse, in Australia. Ha una forte variazione stagionale della profondità dell'acqua. L'area è di grande importanza culturale per il popolo Yolngu, in particolare per la comunità Ramingining. È stato il luogo delle riprese del film Ten Canoes.